# Ciclismo ai XXII Giochi del Commonwealth
Le gare di ciclismo ai XXII Giochi del Commonwealth si svolsero dal 29 luglio al 7 agosto 2022 a Birmingham. Le gare su strada in linea si svolsero lungo un percorso cittadino con partenza e arrivo ai Myton Fields a Warwick, mentre le gare a cronometro si svolsero al West Park a Wolverhampton, le gare di mountain biking si svolsero al Cannock Chase mentre le gare su pista (ciclismo e paraciclismo) al London Velopark di Londra.
Vennero assegnati 26 titoli, 4 su strada, 2 nel mountain biking, 20 su pista (16 di ciclismo e 4 di paraciclismo).

## Medagliere
| Pos.   | Nazione           | Oro | Argento | Bronzo | Totale |
| ------ | ----------------- | --- | ------- | ------ | ------ |
| 1      | Australia         | 11  | 3       | 4      | 18     |
| 2      | Nuova Zelanda     | 10  | 5       | 2      | 17     |
| 3      | Inghilterra       | 2   | 6       | 4      | 14     |
| 4      | Scozia            | 1   | 6       | 4      | 11     |
| 5      | Galles            | 1   | 1       | 5      | 7      |
| 6      | Trinidad e Tobago | 1   | 1       | 1      | 3      |
| 7      | Canada            | 0   | 3       | 2      | 5      |
| 8      | Sudafrica         | 0   | 1       | 1      | 2      |
| 9      | Malaysia          | 0   | 0       | 1      | 1      |
| 9      | Namibia           | 0   | 0       | 1      | 1      |
| Totale | Totale            | 26  | 26      | 25     | 77     |

## Podi

### Gare maschili
| Gara                                      | Oro                                                                  | Argento                                                             | Bronzo                                                                       |
| Ciclismo su strada                        |                                                                      |                                                                     |                                                                              |
| Corsa in linea                            | Aaron Gate                                                           | Daryl Impey                                                         | Finn Crockett                                                                |
| Corsa a cronometro                        | Rohan Dennis                                                         | Fred Wright                                                         | Geraint Thomas                                                               |
| Mountain biking                           |                                                                      |                                                                     |                                                                              |
| Cross country                             | Samuel Gaze                                                          | Ben Oliver                                                          | Alex Miller                                                                  |
| Ciclismo su pista                         |                                                                      |                                                                     |                                                                              |
| Inseguimento individuale                  | Aaron Gate                                                           | Thomas Sexton                                                       | Conor Leahy                                                                  |
| Inseguimento a squadre                    | Nuova Zelanda Aaron Gate Jordan Kerby Thomas Sexton Campbell Stewart | Inghilterra Daniel Bigham Charlie Tanfield Ethan Vernon Oliver Wood | Australia Joshua Duffy Graeme Frislie Connor Leahy James Moriarty Luke Plapp |
| Velocità                                  | Matthew Richardson                                                   | Nicholas Paul                                                       | Jack Carlin                                                                  |
| Velocità a squadre                        | Australia Leigh Hoffman Matthew Richardson Matthew Glaetzer          | Inghilterra Ryan Owens Hamish Turnbull Joseph Truman                | Nuova Zelanda Bradly Knipe Sam Dakin Sam Webster                             |
| Corsa a punti                             | Aaron Gate                                                           | Thomas Sexton                                                       | Oliver Wood                                                                  |
| Scratch                                   | Corbin Strong                                                        | John Archibald                                                      | William Roberts                                                              |
| Keirin                                    | Nicholas Paul                                                        | Jack Carlin                                                         | Muhammad Shah Firdaus Sahrom                                                 |
| Chilometro da fermo                       | Matthew Glaetzer                                                     | Thomas Cornish                                                      | Nicholas Paul                                                                |
| Paraciclismo su pista                     |                                                                      |                                                                     |                                                                              |
| Tandem velocità B1 Paralimpico            | Galles James Ball Matt Rotherham                                     | Scozia Neil Fachie Lewis Stewart                                    | Australia Beau Wootton Luke Zaccaria                                         |
| Tandem chilometro da fermo B1 Paralimpico | Scozia Neil Fachie Lewis Stewart                                     | Galles James Ball Matt Rotherham                                    | Inghilterra Stephen Bate Christopher Latham                                  |

### Gare femminili
| Gara                                      | Oro                                                              | Argento                                                                     | Bronzo                                                         |
| Ciclismo su strada                        |                                                                  |                                                                             |                                                                |
| Corsa in linea                            | Georgia Baker                                                    | Neah Evans                                                                  | Sarah Roy                                                      |
| Corsa a cronometro                        | Grace Brown                                                      | Anna Henderson                                                              | Georgia Baker                                                  |
| Mountain biking                           |                                                                  |                                                                             |                                                                |
| Cross country                             | Evie Richards                                                    | Zoe Cuthbert                                                                | Candice Lill                                                   |
| Ciclismo su pista                         |                                                                  |                                                                             |                                                                |
| Inseguimento individuale                  | Bryony Botha                                                     | Maeve Plouffe                                                               | Neah Evans                                                     |
| Velocità                                  | Ellesse Andrews                                                  | Kelsey Mitchell                                                             | Emma Finucane                                                  |
| Inseguimento a squadre                    | Australia Georgia Baker Sophie Edwards Chloe Moran Maeve Plouffe | Nuova Zelanda Ellesse Andrews Bryony Botha Michaela Drummond Emily Shearman | Inghilterra Laura Kenny Josie Knight Maddie Leech Sophie Lewis |
| Velocità a squadre                        | Nuova Zelanda Ellesse Andrews Olivia King Rebecca Petch          | Canada Lauriane Genest Kelsey Mitchell Sarah Orban                          | Galles Rhian Edmunds Emma Finucane Lowri Thomas                |
| Corsa a punti                             | Georgia Baker                                                    | Neah Evans                                                                  | Eluned King                                                    |
| Scratch                                   | Laura Kenny                                                      | Michaela Drummond                                                           | Kelsey Mitchell                                                |
| Keirin                                    | Ellesse Andrews                                                  | Sophie Capewell                                                             | Kelsey Mitchell                                                |
| 500 metri a cronometro                    | Kristina Clonan                                                  | Kelsey Mitchell                                                             | Sophie Capewell                                                |
| Paraciclismo su pista                     |                                                                  |                                                                             |                                                                |
| Tandem velocità B1 Paralimpico            | Australia Jessica Gallagher Caitlin Ward                         | Scozia Aileen McGlynn Ellie Stone                                           | Non assegnato                                                  |
| Tandem chilometro da fermo B1 Paralimpico | Australia Jessica Gallagher Caitlin Ward                         | Inghilterra Sophie Unwin Georgia Holt                                       | Scozia Aileen McGlynn Ellie Stone                              |